# Avenue Matignon
Pour les articles homonymes, voir Matignon.
L’avenue Matignon est une voie du 8e arrondissement de Paris. 

## Situation et accès
Elle commence rond-point des Champs-Élysées et se termine au carrefour de la rue de Penthièvre et de l'avenue Delcassé.

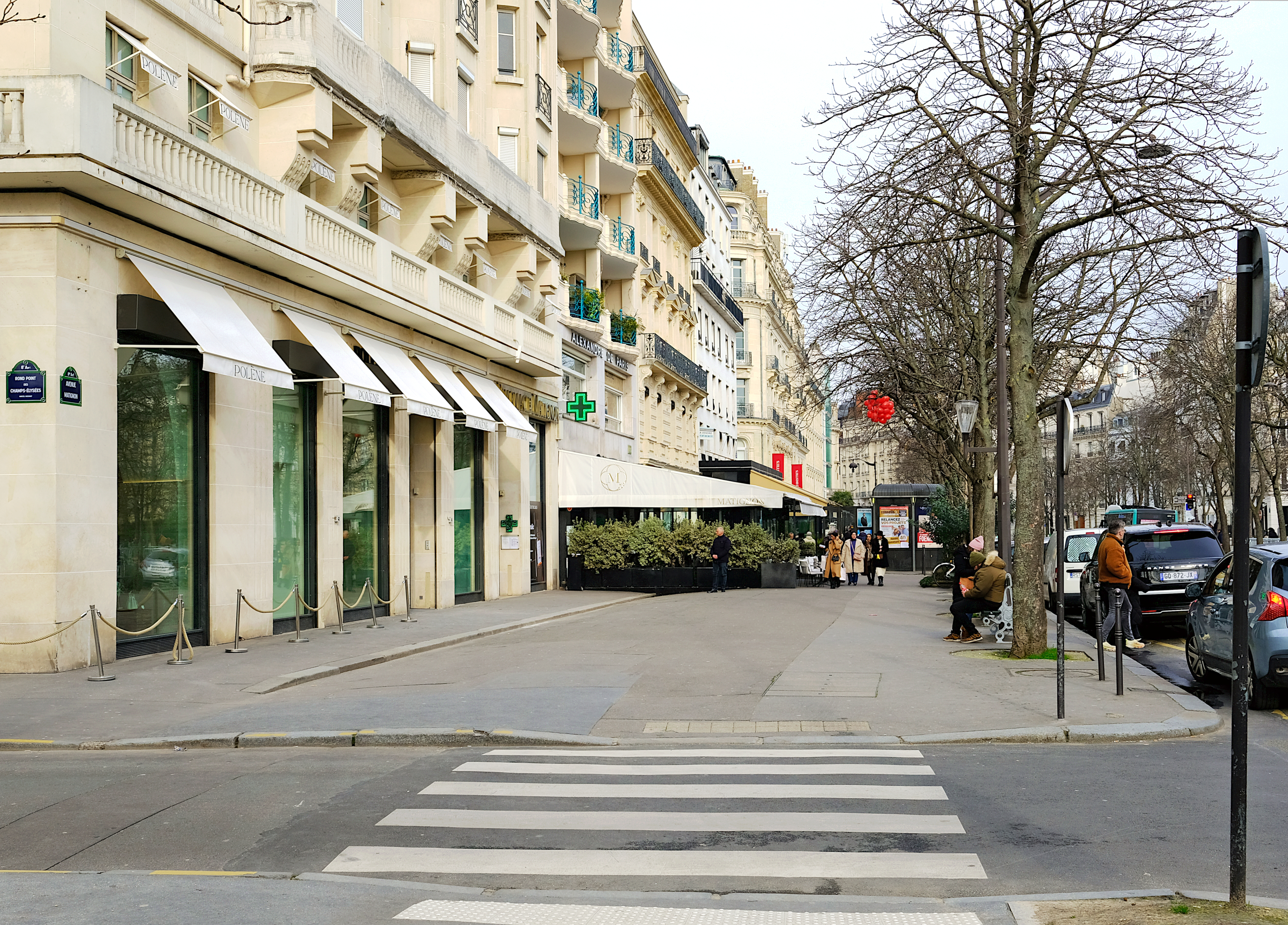
L'avenue Matignon près du rond-point des Champs-Élysées.
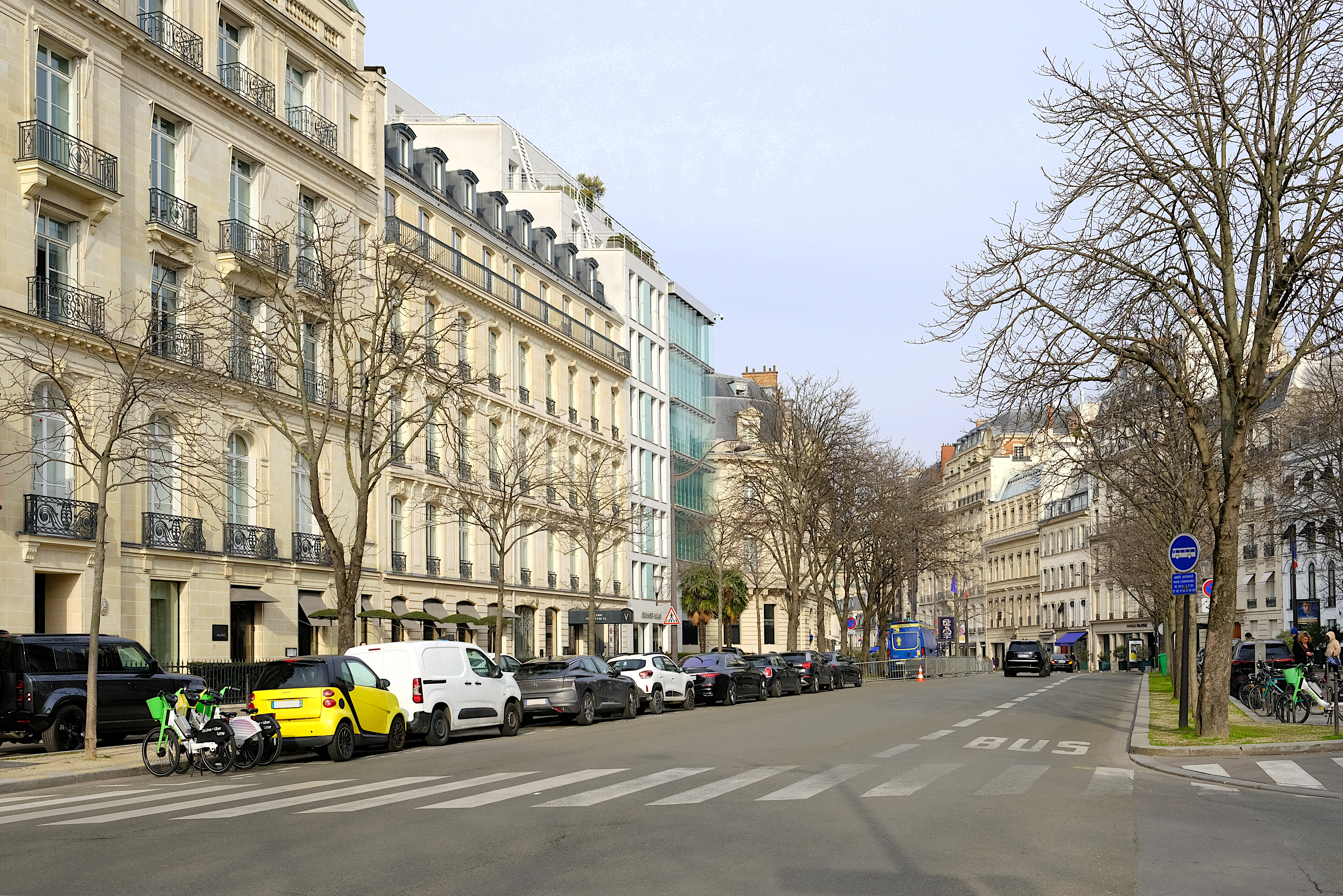
L'avenue après l'avenue Gabriel.
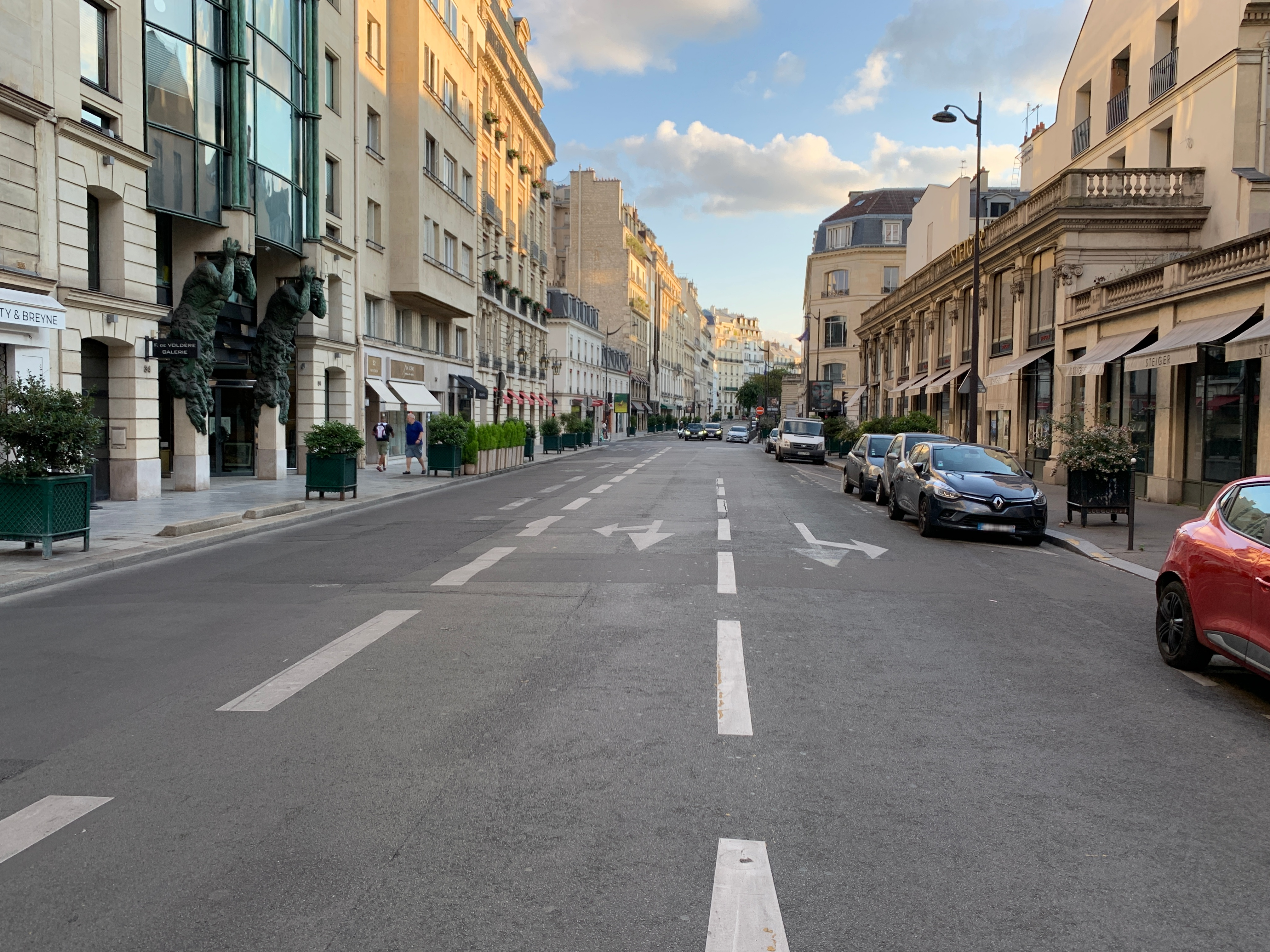
L'avenue près de la rue de Penthièvre.

Ce site est desservi par les lignes de métro 1 et 9 à la station Franklin D. Roosevelt.

## Origine du nom

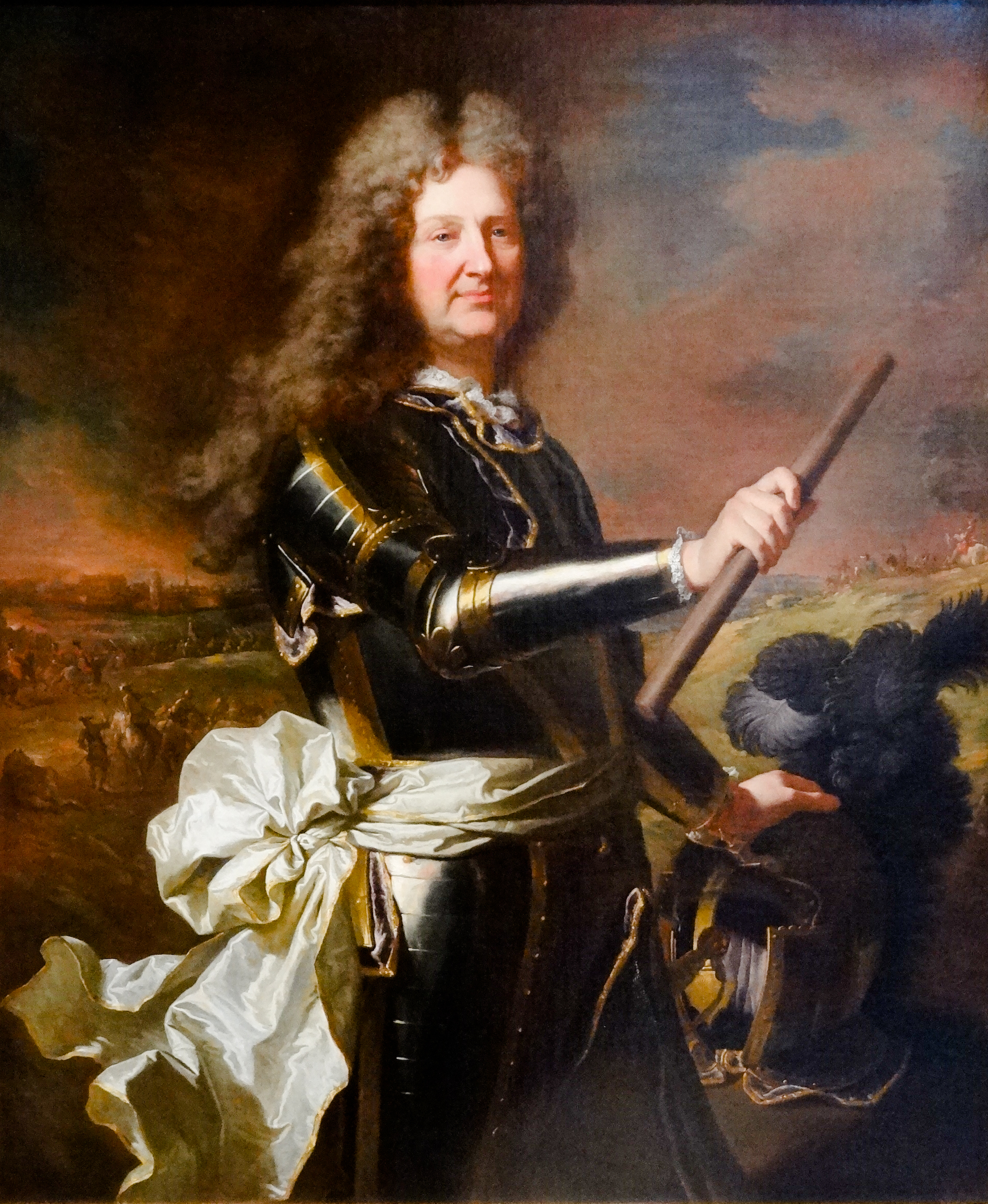
Charles Auguste de Goyon Matignon.

Sa dénomination rend hommage à Charles Auguste Goyon de Matignon (1647-1729), maréchal de France. Elle n’a rien à voir avec l’hôtel de Matignon, résidence officielle du Premier ministre, situé rue de Varenne dans le 7e arrondissement, ainsi nommé pour avoir appartenu à un frère du maréchal, Jacques III Goyon de Matignon (1644-1725).

## Historique
La rue fut ouverte par le marquis de Marigny entre le rond-point des Champs-Élysées et la rue du Faubourg-Saint-Honoré dans le prolongement de l’allée des Veuves (voir « Avenue Montaigne ») dont la section comprise entre les Champs-Élysées jusqu’à la rue Rousselet (aujourd’hui rue Rabelais) porta d'abord le nom avant de devenir « avenue Matignon » en 1837 et d’être replantée et améliorée en 1846.
La section entre la rue Rousselet et la rue du Faubourg-Saint-Honoré s’appela d’abord « rue Millet », du nom de Jacques Millet, maître menuisier, propriétaire des terrains sur lesquels elle fut ouverte de 1774 à 1780. Celui-ci entreprit de percer la voie sur des terrains lui appartenant, avec une largeur de 24 pieds, en dépit de trois ordonnances du bureau des finances des 14 mai 1774, 27 avril 1779 et 5 septembre 1780 qui défendirent la poursuite des ouvrages relatifs à ce percement. Consulté, le bureau de la Ville fut d'avis, dans sa séance du 30 mars 1781, qu’il n’y avait pas lieu de comprendre la nouvelle rue au nombre des voies publiques de Paris. Mais, en définitive, des lettres patentes données à Troyes le 8 septembre 1787 approuvèrent l’ouverture de la nouvelle rue tout en ordonnant que sa largeur soit portée à 30 pieds et en lui donnant la dénomination de « rue Matignon ».
La partie au nord de la rue du Faubourg-Saint-Honoré s’appelait la « Petite-Rue-Verte » avant d’être intégrée à la rue Matignon. 
La totalité de la voie prit la dénomination d’avenue en 1926.
Une décision ministérielle du 2 messidor an VIII (21 juin 1800) fixa la largeur de la rue Matignon à 10 mètres.

## Bâtiments remarquables et lieux de mémoire

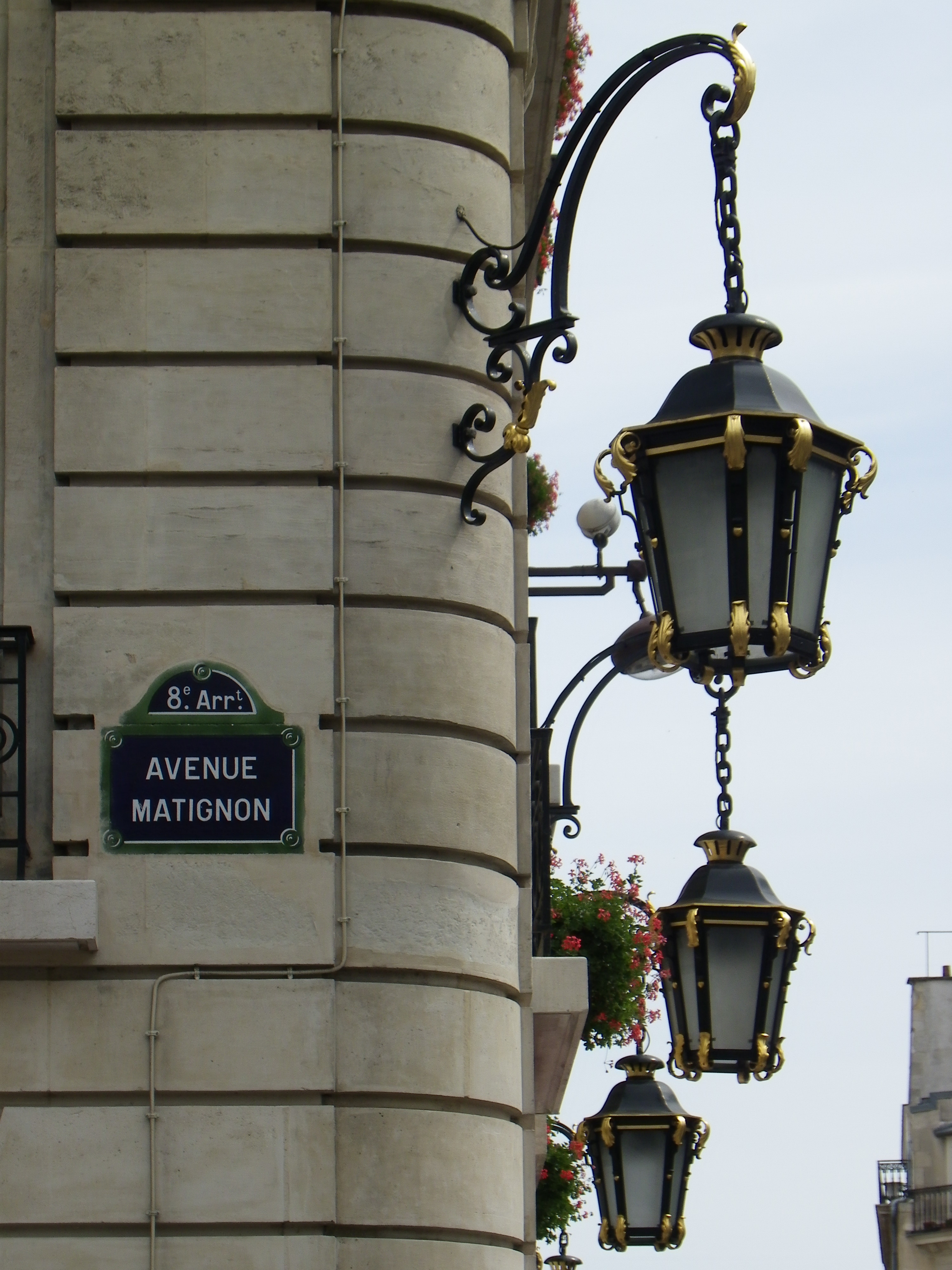
Plaque avenue Matignon à Paris.

- No 3 : à un étage de l'immeuble, est installé un salon de coiffure de luxe, où le futur comédien Fabrice Luchini devient apprenti-coiffeur dès l'âge de quatorze ans, dans les années 1960[1]. Plus tard, dans les années 1970, le célèbre coiffeur Alexandre de Paris transfère son salon à cette adresse[2].
- No 6 : galerie Maurice Garnier, créée en 1956 et nommée d'après son fondateur (1920-2014) qui avait débute en 1946 comme marchand d'art en ouvrant la galerie Visconti, 35, rue de Seine[3]. L'activité de l'actuelle galerie est, depuis 1977, uniquement dédiée à l'œuvre de l'artiste-peintre expressionniste Bernard Buffet[4].
- No 7 : restaurant Berkeley, anciennement aussi un hôtel, créé par Albert Kieffer, propriétaire du restaurant Pavillon Ledoyen et gendre de l'hôtelier Arthur Millon. Le restaurant fut le rendez-vous incontournable du Tout-Paris des années 1950 et 1960, de la duchesse de Windsor à Greta Garbo.
- No 8 : hôtel habité par Pascal des Deux-Siciles (1852-1904), comte de Bari, dernier fils de Ferdinand II, roi des Deux-Siciles, à l’époque de sa mort survenue à la Petite Malmaison.
- No 9 : siège de la maison de ventes aux enchères Christie's France, dans un hôtel particulier construit en 1913 par l'architecte René Sergent. Dans ce lieu, en 1975, au premier étage, avait été reconstitué un salon de musique créé par Wassily Kandinsky pour l'exposition internationale d’architecture tenue à Berlin en 1931. Ce salon de musique a été offert par l'Oréal, mécène d'Artcurial (qui y avait son siège), au musée d'Art moderne de Strasbourg[5].

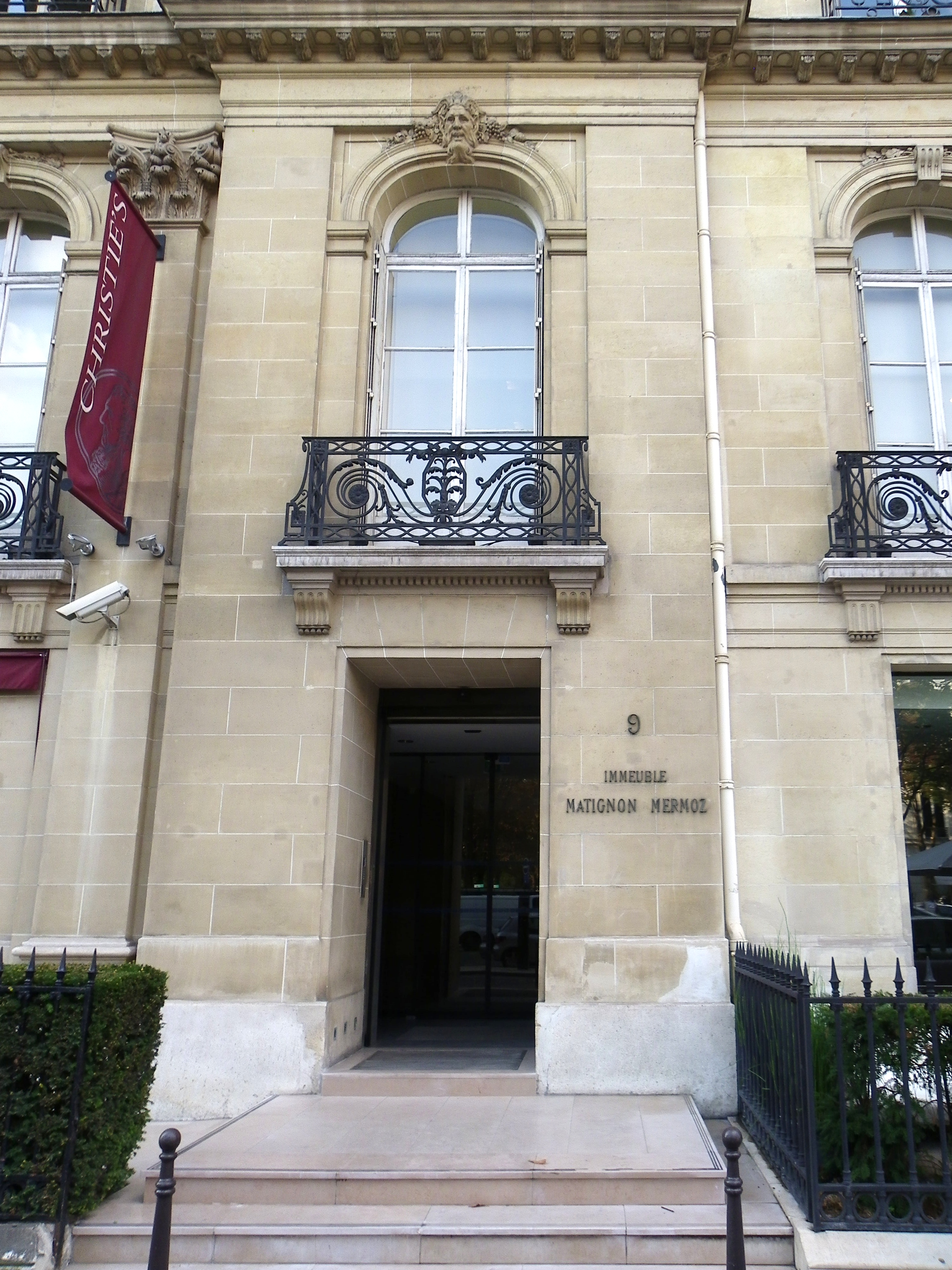
No 9 : siège de Christie's France à Paris.
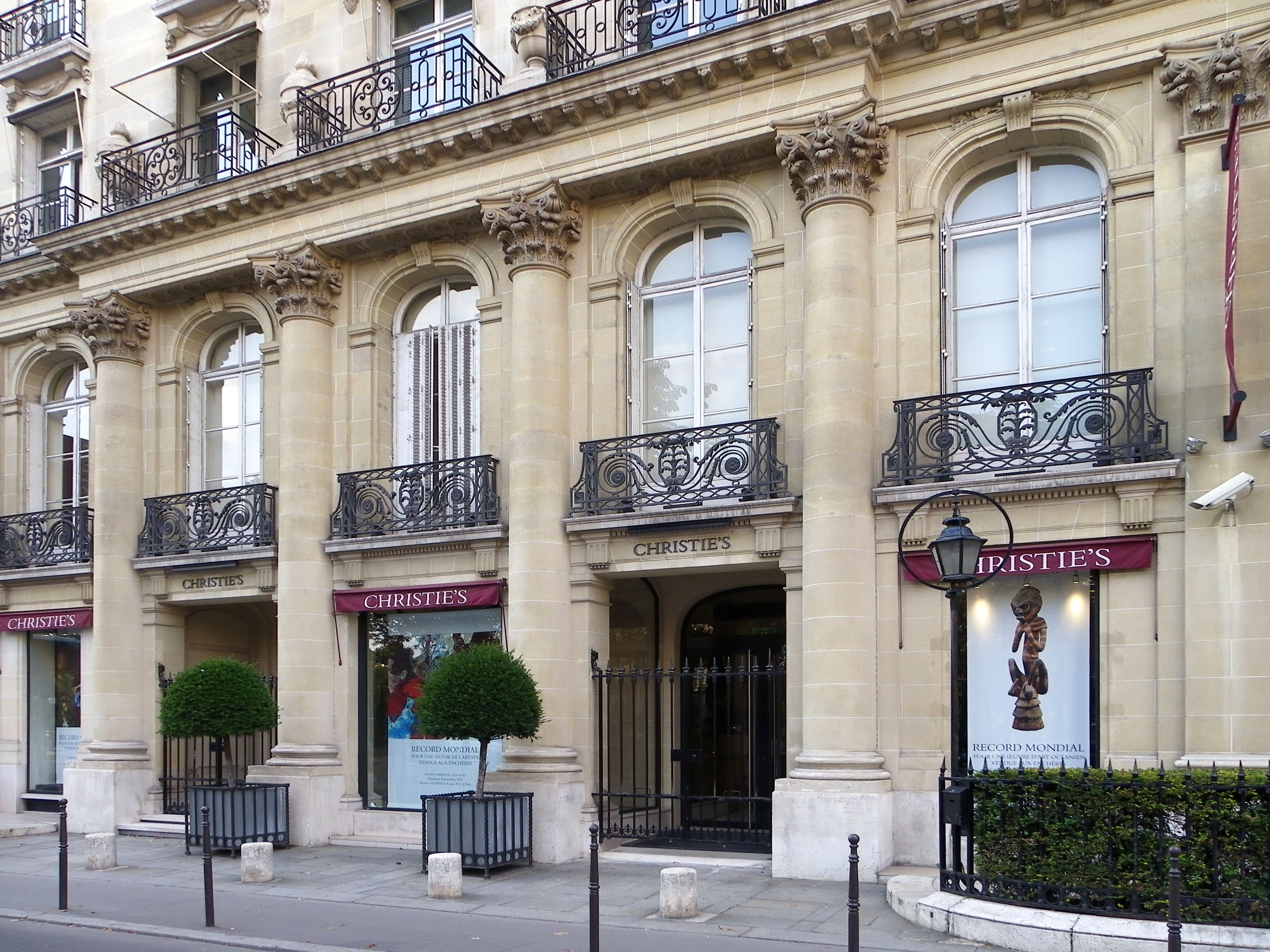
No 9 : siège de Christie's France à Paris.
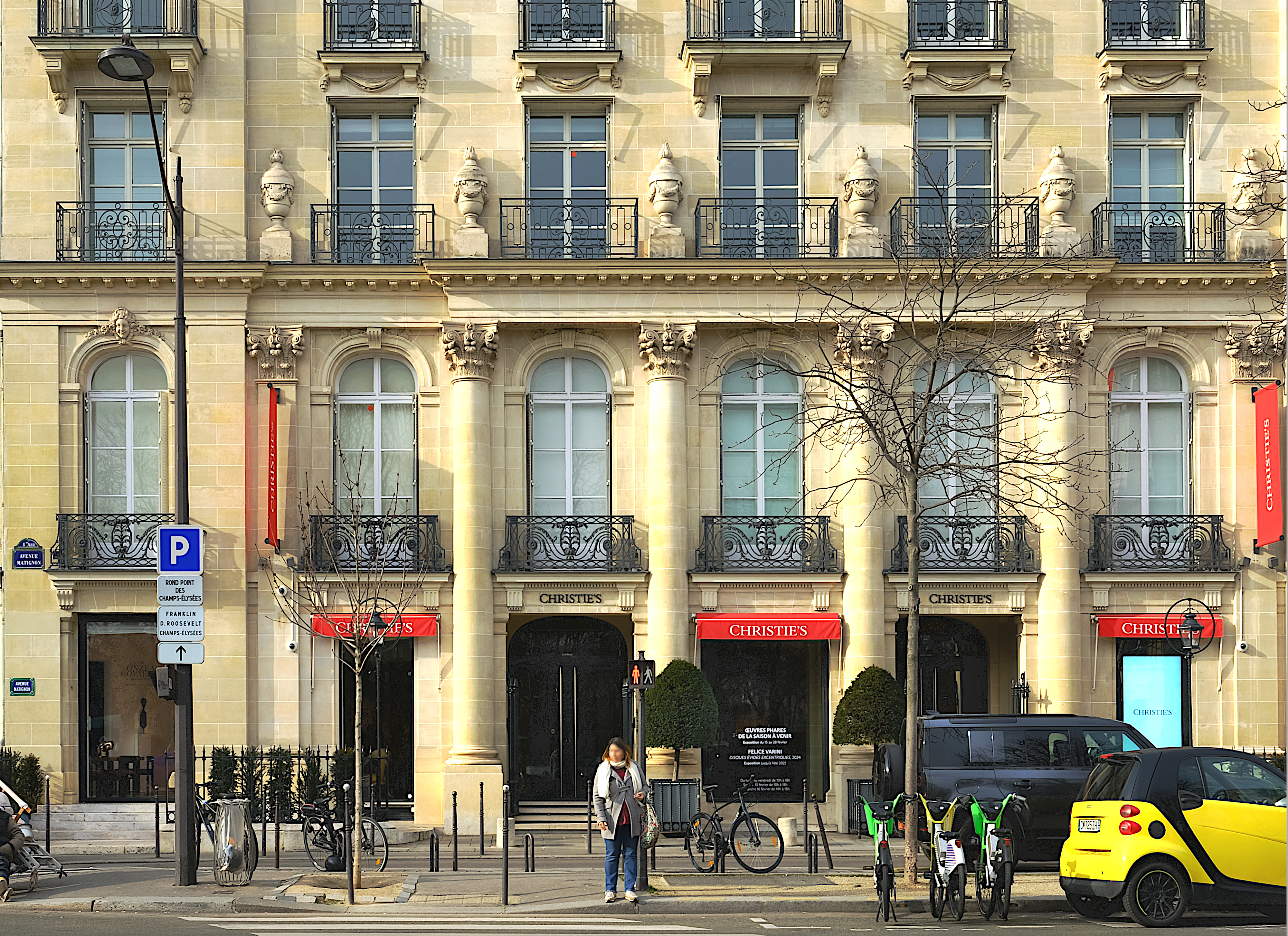
Vue générale de l'immeuble.

- Nos 9-11 : locaux de Callot Sœurs.
- No 11 : le maréchal Achille Baraguey d'Hilliers (1795-1878) a habité à cette adresse.
- No 12 : siège de la maison de couture de Marcel Rochas (créée en 1925, place Beauvau) puis de la société Parfums Rochas (créée en 1944 en collaboration avec Albert Gosset), jusqu'en 1955[6]. En 1933, Marcel Rochas emménage à cette adresse, où il loue le sous-sol, la boutique, le 1er, le 2e et le 7e étages[7].
- No 15 : ancienne galerie François Heim.
- No 16 : hôtel de la marquise de Mortemart, puis de la marquise de Laguiche en 1910[8]. Le couturier Lucien Lelong (1889-1958) y eut sa maison de couture à partir de 1924.
- No 18 : immeuble construit par l’architecte André Arfvidson en 1924[9], qui y a habité et y est mort en 1935[10]. À cette adresse se trouve dans les années 1960 la « très cotée » galerie Romanet[11]. La galerie Taménaga, « première ouverte par un marchand japonais à Paris »[12], occupe depuis 1971 les lieux.
- Nos 20-22 : immeuble construit en 1976 par Vittorio Mazzucconi pour l’agence de publicité J. Walter Thompson. Des fragments d’architecture classique sont incorporés dans une façade de verre et de métal « compromis entre le désir du client et les contraintes du site […] c’est le goût des ruines au XXe siècle[13] ». A hébergé le Centre mondial informatique et ressource humaine de Jean-Jacques Servan-Schreiber.
- No 24 : l'écrivain André Beucler (1898-1985) a vécu dans cet immeuble de 1948 à 1959. Une plaque commémorative a été posée sur la façade le 8 octobre 1998.
- No 25 : hôtel de La Vaupalière. Construit en 1768 par l’architecte Louis-Marie Colignon en style Louis XVI et remanié au XIXe siècle par l'architecte Louis Visconti, il abrite aujourd’hui le siège de la compagnie d'assurances AXA.  Classé MH (1948).
- No 26 : adresse de la galerie d'art André Weil.
- No 27 : ancien emplacement de l'hôtel de Fersen, démoli. C'est ici qu'en 1925 la galerie Bernheim-Jeune ouvre ses portes[14], à l'angle du 83, rue du Faubourg-Saint-Honoré, venant du 25, boulevard de la Madeleine et précédemment du 8, rue Laffitte en 1863.
- No 29 (ancien no 19) : abritait en 1910 le siège de la Croix-Rouge française[8].

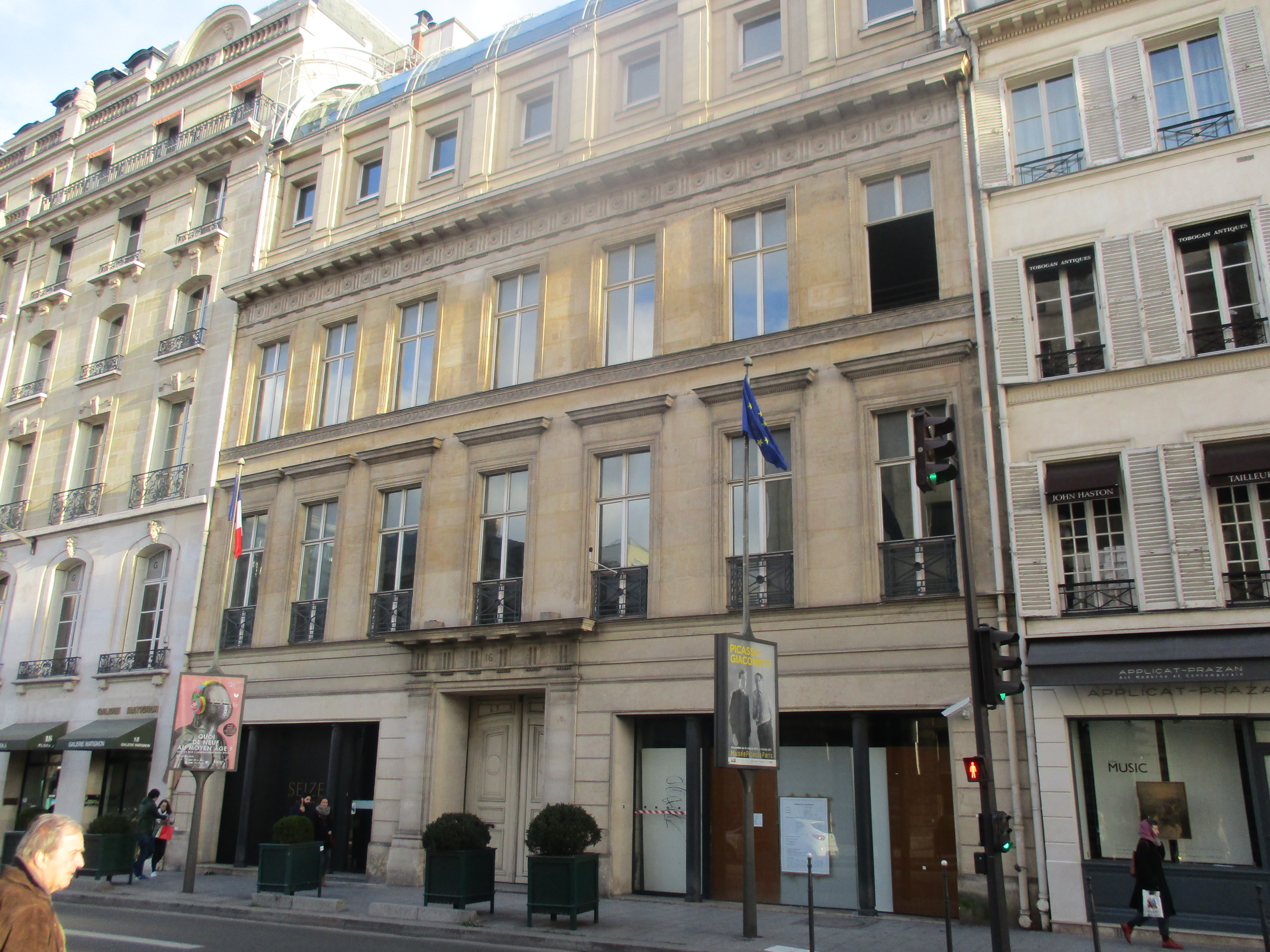
No 16 : hôtel Mortemart
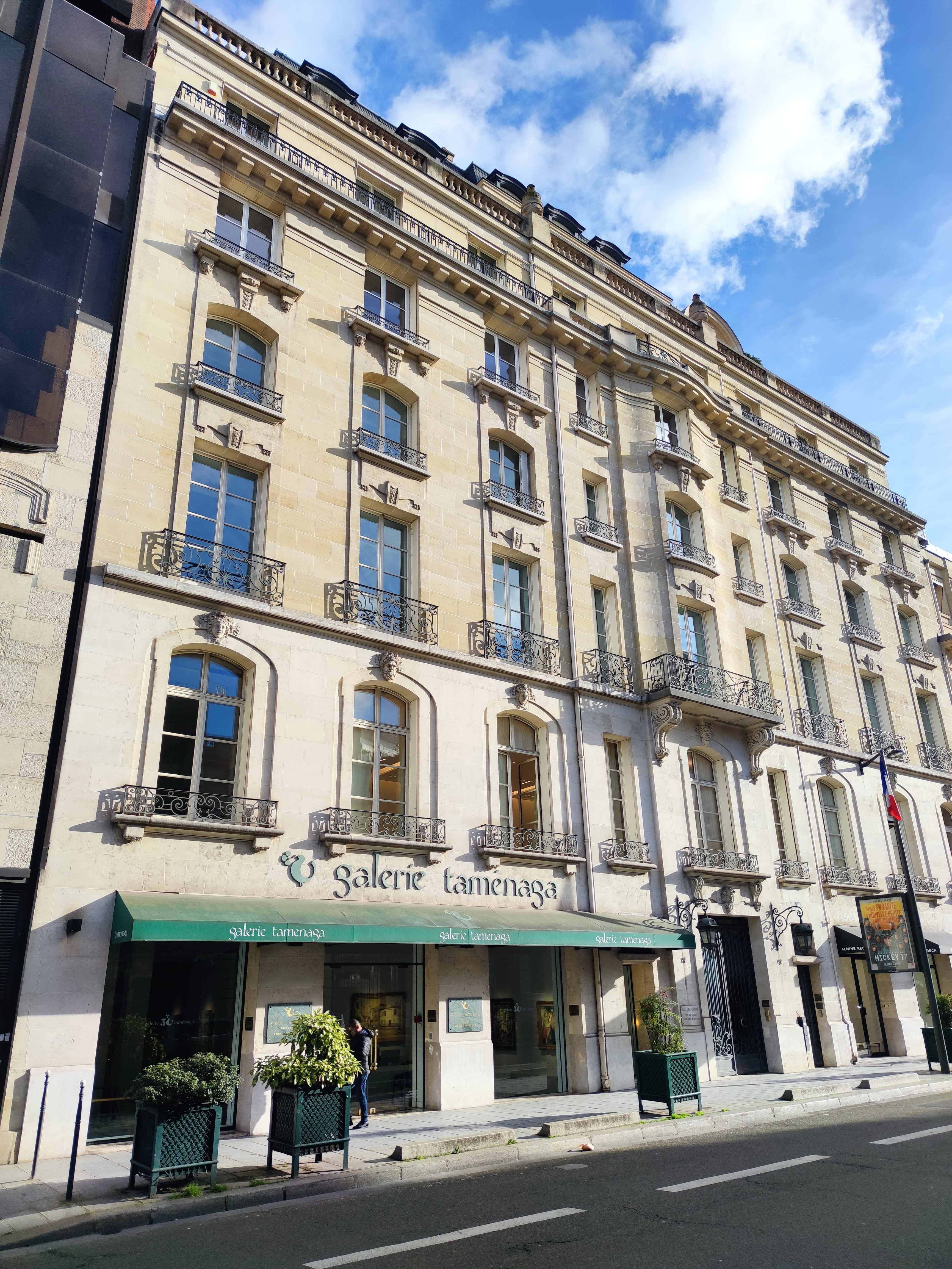
No 18 : immeuble de 1924.
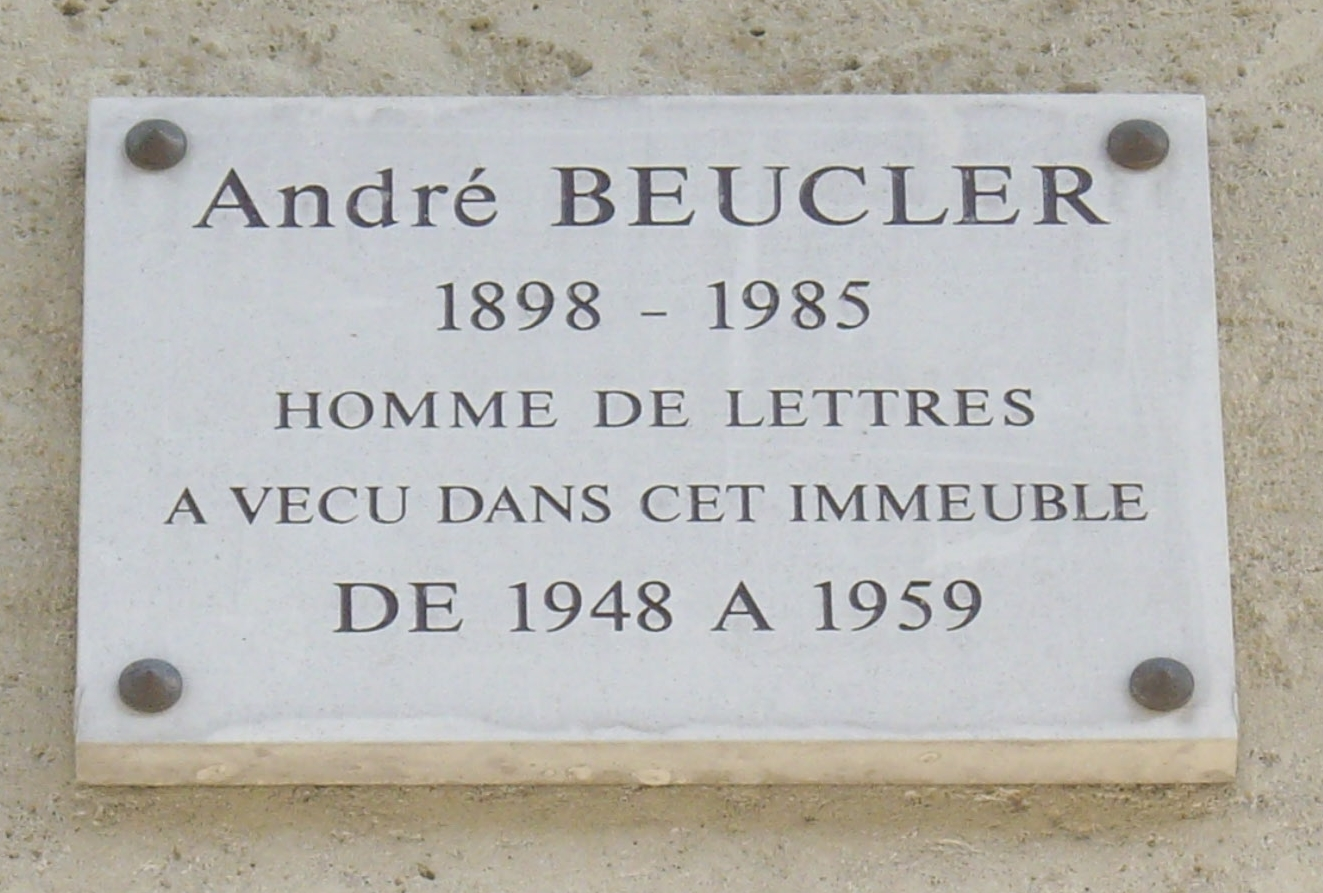
Plaque au no 24.
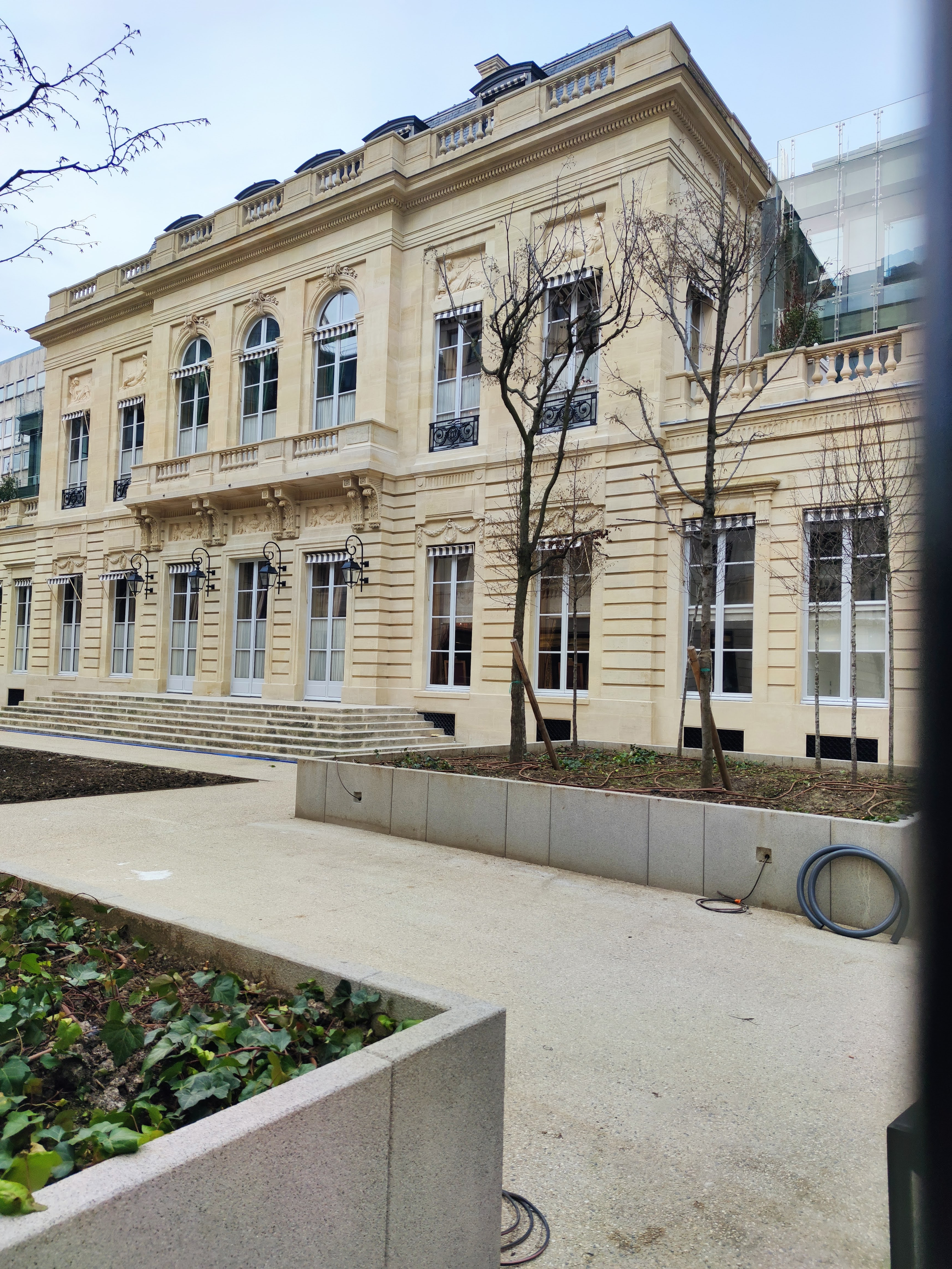
No 25 : hôtel de La Vaupalière.
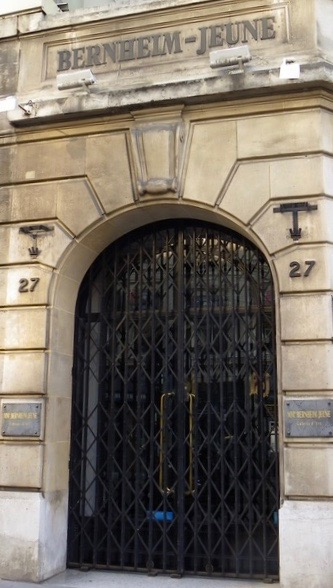
No 27 : galerie Bernheim-Jeune.

- No 34 : adresse de la galerie d'art de Florence de Voldère, spécialisée dans la peinture flamande du XVIe siècle au XVIIIe siècle. Immeuble érigé par l'architecte Jean-Jacques Fernier, en 1992[15].

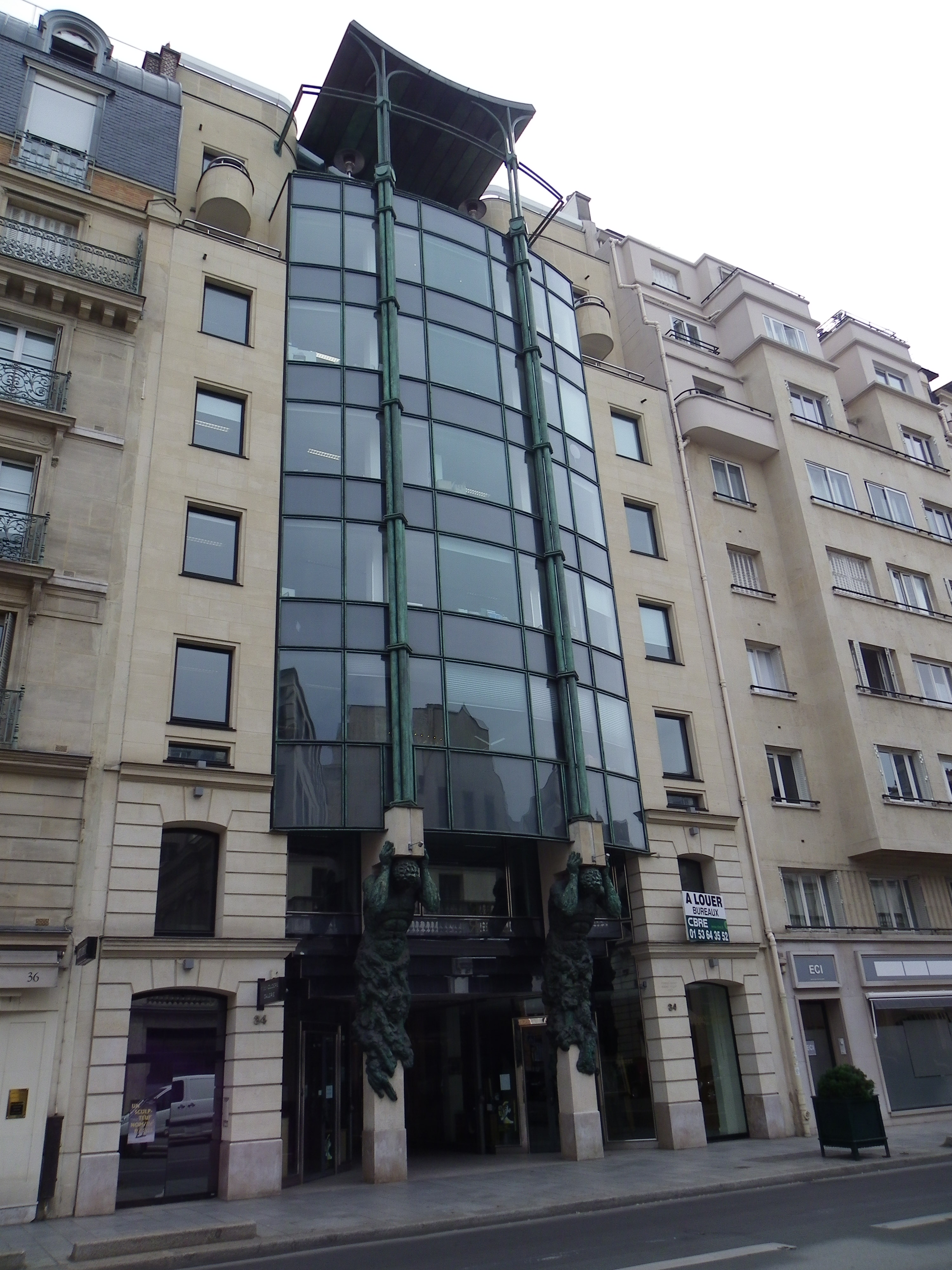
No 34 : immeuble de 1992.
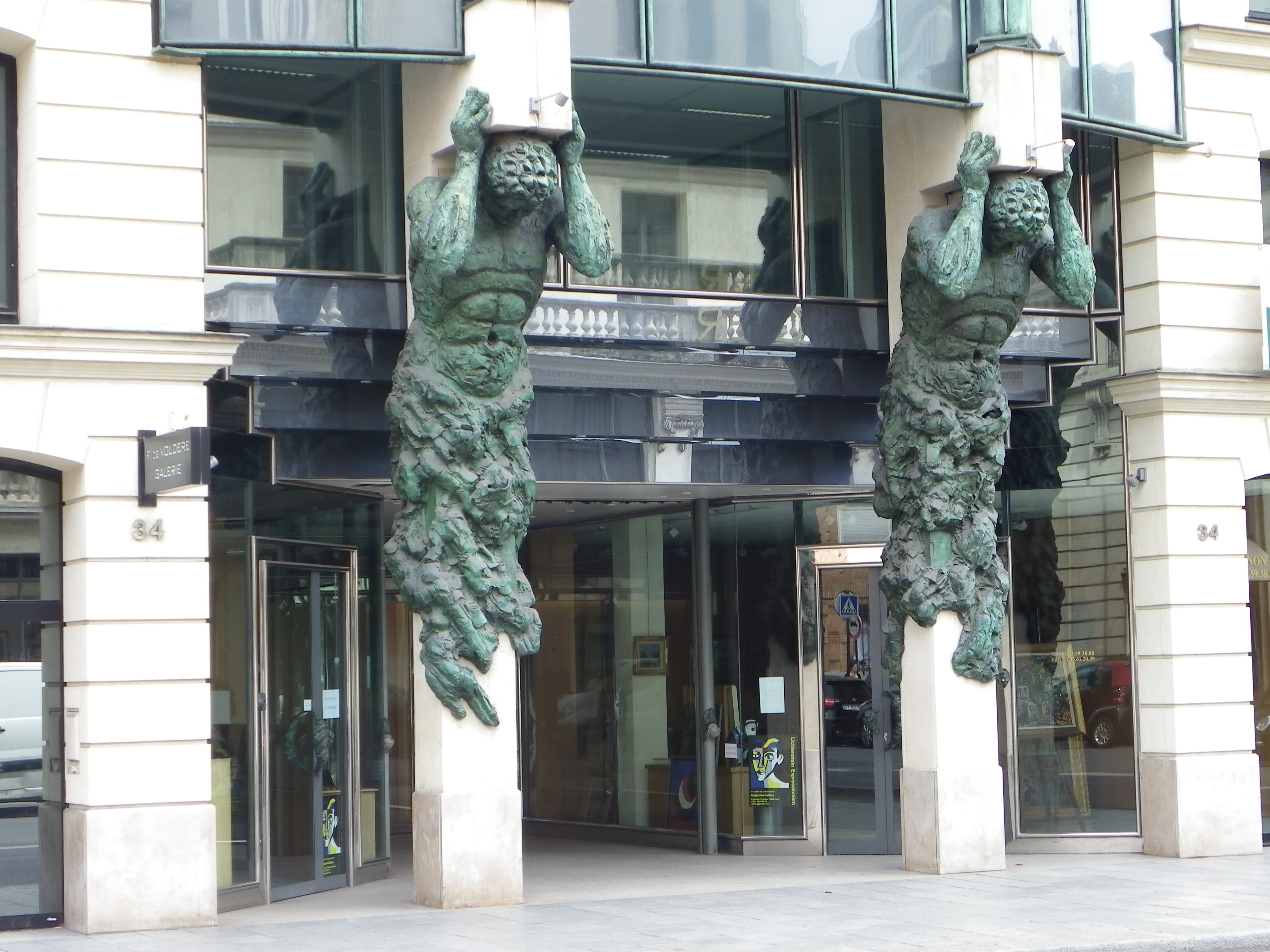
No 34 : galerie d'art.

### Bâtiments détruits

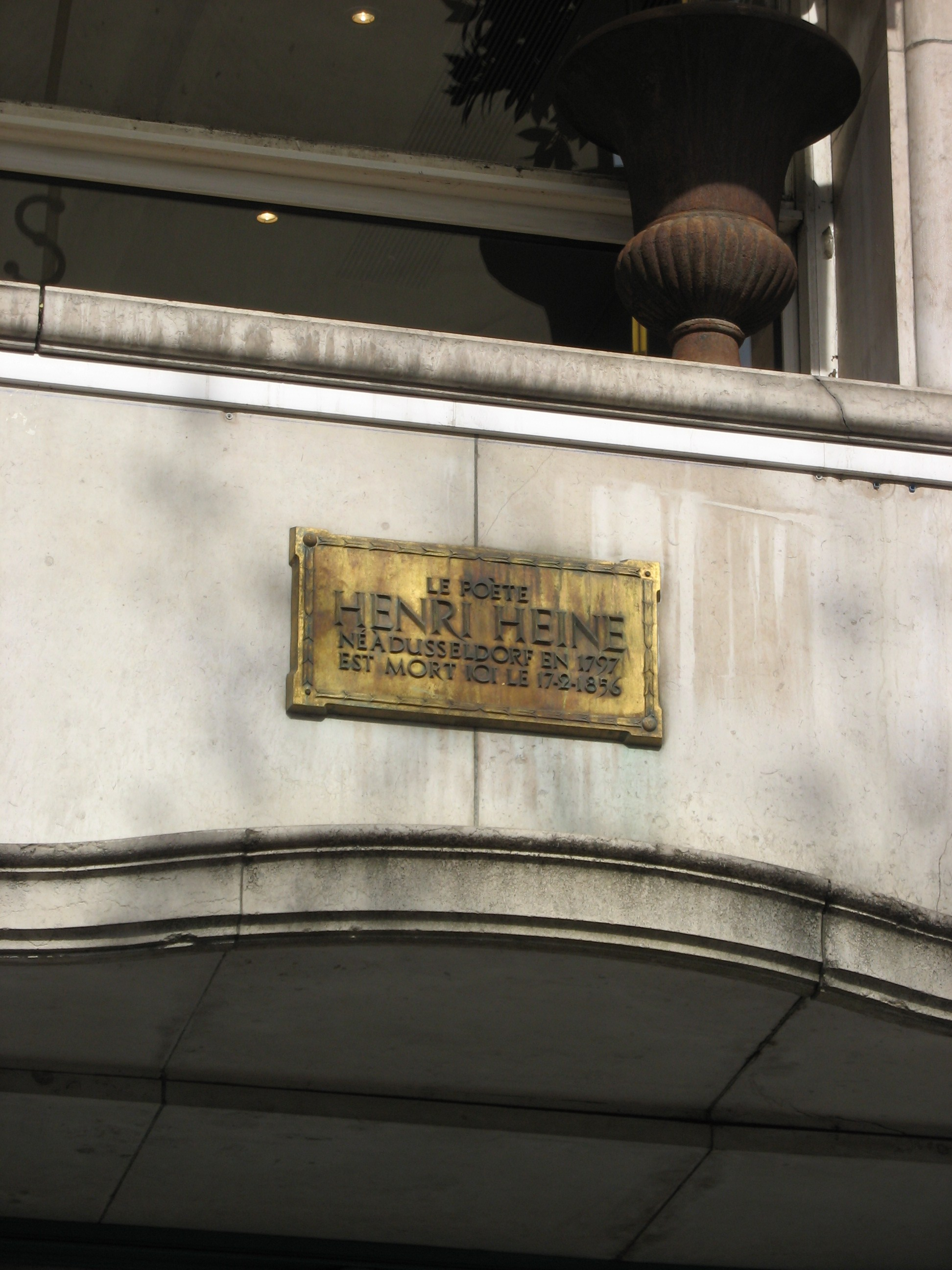
Plaque commémorative à la mémoire d'Henri Heine sur la façade du no 3.

- No 3 : le poète Henri Heine s'établit à cette adresse, au cinquième étage, en 1854 et y mourut le 17 février 1856 au terme d'une longue agonie due à la syphilis (plaque commémorative). « Quand je vis pour la première fois Henri Heine, il habitait le cinquième étage d'une maison située avenue Matignon, assez près du rond-point des Champs-Élysées. Ses fenêtres, donnant sur l'avenue, ouvraient sur un étroit balcon qui, dans les grandes chaleurs, fut décoré d'une tente de coutil rayé comme on en voit aux devantures des petits cafés. L'appartement contenait trois ou quatre pièces, dont l'une était la salle à manger, et les deux autres, les chambres du maître et de la maîtresse de la maison. Une couche très basse derrière un paravent recouvert de papier peint, quelques chaises, puis, vis-à-vis de la porte, un secrétaire en bois de noyer, voilà de quoi se composait le mobilier de la chambre du malade. J'allais oublier deux gravures dans des cadres datant des premières années du règne de Louis-Philippe, Les Moissonneurs et Les Pêcheurs d'après Léopold Robert. Jusque-là, l'arrangement du logis ne trahissait point la présence de la femme. Elle se découvrait dans l'autre chambre, parmi les fausses guipures posées sur des transparents de cotonnade jaune, parmi les encoignures revêtues de velours brun, et surtout dans le jour favorable d'où se détachait un portrait, le portrait de madame Heine, peinte en pied, vêtue et coiffée à la mode de son jeune temps, robe noire décolletée et longs bandeaux collants comme on dut les porter vers 1840[16]. »
- Ancien no 23 : hôtel de Chambrun, habité par le célèbre explorateur Pierre Savorgnan de Brazza, qui avait épousé en 1895 Thérèse de Chambrun.
- No 17 : à cette adresse, à l'angle de l'avenue et de la rue Rabelais, se trouvait autrefois un hôtel particulier construit par l'architecte Henri Parent pour la mère de l’homme politique et collectionneur Édouard André[17] et habité ensuite par Gustave Eiffel. Puis, à la mort de son propriétaire, Jean Dessès l'investit pour sa maison de couture, de 1948 jusqu'à sa démolition, en 1958. À la suite d'une opération immobilière, l'hôtel est détruit pour laisser place à l'immeuble d'architecture moderne[18].
- No 27 (ancien no 17) : hôtel de Fersen, également dit de Breteuil. Les rectifications de l'avenue Matignon ont fait disparaître cet hôtel habité au moment de la Révolution française par le comte de Fersen, ami de la reine Marie-Antoinette, qui s'y installa en mai 1789. Ses écuries s'ouvraient sur le faubourg Saint-Honoré (troisième porte cochère). C'était au départ, vers 1720, une maison un peu perdue dans la campagne à l'enseigne de l'Enfant-Jésus. Elle fut acquise en 1768 par le menuisier Millet qui la remplaça par un hôtel à deux étages dont les jardins s'étendaient jusqu'à l'actuelle rue Rabelais. Il le vendit en 1782 au vicomte Claude-Stanislas Le Tonnelier de Breteuil, maréchal de camp. Celui-ci décéda l'année suivante. L'hôtel eut ensuite divers locataires dont, outre le comte de Fersen, le comte de Salmour, ministre plénipotentiaire du royaume de Saxe. Il devint en 1808 la propriété du général Antoine-Guillaume Rampon qui le revendit dès l'année suivante à la famille de Breteuil. Celle-ci le revendit en 1822 à Geneviève d'Andlau, marquise de Rosanbo. Le comte Roederer, également propriétaire de l'hôtel de La Vaupalière, en fit l'acquisition et fit construire l'immeuble de rapport qui subsiste à l'angle de la rue du Faubourg-Saint-Honoré. L'écrivain anglais William Thackeray y eut un pied-à-terre parisien en 1840. L'immeuble appartint ensuite au baron Gourgaud. En 1910, il appartenait à la marquise de Laguiche et à la comtesse de Mérode[8]. Deux salons de boiseries provenant de l'hôtel de Fersen ont été remontés au musée Carnavalet.